# John Eric
John Eric Calderón Osorio (4 de marzo de 1983, Río Piedras, Puerto Rico), conocido artísticamente como John Eric, es un cantante y compositor puertorriqueño.
Su música ha sido incluida como parte de la banda sonora de la película Feel the Noise, y de los videojuegos Grand Theft Auto IV y FIFA 07. Es conocido por el sencillo «Raka taka taka» y su colaboración en «Na de Na» de Angel & Khriz, canción #86 en la lista de 100 de mejores canciones de reguetón, publicada por Rolling Stone.

## Carrera musical

### Inicios (1995 - 2004)
Desde muy temprana edad, John Eric dio a demostrar su inclinación por el género del reguetón. A la edad de 11 años, fue donde comenzó a componer sus propios temas musicales. Sus primeros pasos los daría en fiestas locales y centros comunales, dándose a conocer con muchos productores musicales emergentes de la época, y llegando a grabar en 1995 en algunas producciones del "underground".
En el año 2000, firma contrato bajo el sello Guatauba Productions, haciéndose así parte del álbum Guatauba XXX , en donde, John Eric interpretó su gran éxito «Rakataka», impulsando su carrera y llevándolo así a colaborar en producciones como MVP del productor Gocho, Mas Flow de Luny Tunes y Noriega, Contra la corriente de Noriega, Voltaje AC/DC de Julio Voltio, El Pentágono y Los Bandoleros, producidos por Don Omar, entre otros.

### Peso completo: Debut discográfico (2005)
Al repertorio discográfico de La Roca, se le une en el año 2005 su primera producción como solista titulada Peso Completo, bajo el sello Jiggiri Records de Tego Calderon y White Lion, en donde contó con la colaboración de cantantes como Ángel & Khriz, Alberto Stylee, Tego Calderón, Voltio, Zion y Lennox, y mismo sobrepasó las 100,000 copias vendidas, y debutó en la posición #45 en la lista Top Latin Albums y #11 en Latin Rhythm Albums de Billboard. Los productores musicales fueron Mambo Kings, DJ Nesty, Nely, DJ Barbosa, Urba y Monserrate, Naldo y Luny Tunes. 
El sencillo «Tembleque» entró en la lista Hot Latin Tracks de Billboard, y fue parte de la banda sonora de la película Feel the Noise, producida por Jennifer López. En ese mismo año, incorpora su sello discográfico Peso Completo Records, con su propio estudio de grabación.

### Colaboraciones y siguientes proyectos (2006 - 2010)
En los siguientes años, John Eric participó en varias producciones como La calle Vol. 1, Los cocorocos, La Iglesia de la calle de Gerardo, Salsatón de Andy Montañez, entre otros. Al año siguiente, anunció su segundo proyecto discográfico titulado Borrón y cuenta nueva, que sería lanzado bajo su sello y promocionado con el sencillo «Bumpea», que contó con vídeo oficial donde aparecieron Cirilo y Julio Voltio. También se lanzó el sencillo «Taka tiki taka», sin embargo, el álbum no fue lanzado oficialmente.
En el 2009, en el álbum Showtime en colaboración con Ángel & Khriz y Gocho, compusieron el tema «Na de na», el cual fue nominado en los Billboard Latinos y premiado en ASCAP por composición como Canción tropical del año. Rolling Stone la ubicó en la posición 87, dentro de las 100 mejores canciones de reguetón de todos los tiempos. También, fue incluida en los videojuegos Grand Theft Auto IV y FIFA 07 como parte de la banda sonora.

### Regreso del «Raka Taka Taka» (2020 - actualidad)
En 2020, DJ Bryan Flow remezcló «Raka Taka Taka» y logró un éxito en TikTok y otras plataformas digitales. Posteriormente, Duars Entertainment, disquera de Rauw Alejandro, le propusieron a John Eric hacer la versión oficial con sus voces regrabadas. La posición que logró esta nueva versión en Billboard Argentina Hot 100, fue #89.

## Discografía

### Álbumes de estudio
- 2005: Peso Completo

### Mixtapes
- 2011: La Roca